# Cmentarz wojenny w Rogach
Cmentarz wojenny w Rogach – cmentarz z I wojny światowej położony na terenie miejscowości Rogi, w gminie Miejsce Piastowe, w powiecie krośnieńskim, w województwie podkarpackim.

## Opis
Pierwotnie cmentarz był utworzony na tzw. „Szubienicy” (lub „Przymiarkach”), bezimiennym wzgórzu 345 m n.p.m. między Wrocanką a Rogami na terenie miejscowości Wrocanka. Nie wiadomo, jak dokładnie był on urządzony. Był prawdopodobnie zbliżony kształtem do kwadratu, a pole cmentarne otoczone było płotem drewnianym. W centrum ustawiony był walcowaty, kamienny pomnik zwieńczony symboliczną czara na ropę. Wokół niego usytuowane były mogiły żołnierzy, zbiorowe i pojedyncze. 
W latach 20. XX w., na żądanie właściciela działki, na której był położony, cmentarz zlikwidowano. Szczątki poległych ekshumowano i przeniesiono do jednej zbiorowej mogiły na kwaterze zlokalizowanej na cmentarzu parafialnym w Rogach. Na kwaterze usytuowanej poniżej cmentarza wyznaniowego mogiły (zbiorowe i indywidualne) otoczone były wałem ziemnym. Na największej mogile ustawiony był wysoki krzyż, na innych tablice z danymi pochowanych oraz mniejsze krzyże, wszystkie drewniane. Kwatera miała powierzchnię 650 m². Kwaterą opiekowała się miejscowa ludność. W latach 80. XX w. teren mogił wyplantowano i zaczęto chować cywilne osoby na jego terenie.
W 2000 z inicjatywy Stowarzyszenia Miłośników Wsi Rogi w miejscu kwatery ustawiono na niewielkim postumencie piaskowcowym pomnik poświęcony pochowanym w formie głazu z żeliwną tablicę inskrypcyjną o treści:

ZIEMIA NA KTÓREJ WALCZYLIŚCIE
NIE DLA WSZYSTKICH BYŁA OJCZYZNĄ
TERAZ WAS OBEJMUJE

I JEST WASZĄ MATKĄ
ŻOŁNIERZOM I WOJNY ŚWIATOWEJ
SPOCZYWAJĄCYM NA NASZYM CMENTARZU
MIESZKAŃCY I STOWARZYSZENIE MIŁOŚNIKÓW WSI ROGI
1915–2000

W latach późniejszych obok obelisku zamontowano odzyskane i poddane renowacji fragmenty pomnika z nieistniejącego cmentarza na wzgórzu 345 m.
Na kwaterze pochowano żołnierzy niemieckich i rosyjskich, którzy polegli w walkach o górę Rogowską (411 m) w dniu 7 maja 1915 oraz zmarłych w szpitalu polowym. Według kroniki szkolnej, w 1915 kierownik Szkoły Ludowej w Rogach zanotował, że: "W bitwie tej padło przeszło 1000 żołnierzy".
W 2005 w miejscu pierwotnego cmentarza na bezimiennym wzgórzu 345 m, postawiono pamiątkowy drewniany krzyż, pochodzący z cmentarza wojennego nr 9 w Łysej Górze (tam wymieniony na nowy), z następującym napisem na metalowej tabliczce:  

Kim byłeś nie wiemy
Bo twoje nazwisko dzisiaj nie powie nikomu
Gdzie twoi rodzice daleko czy blisko
Gdzie twoi rodzice daleko czy blisko.

## Galeria

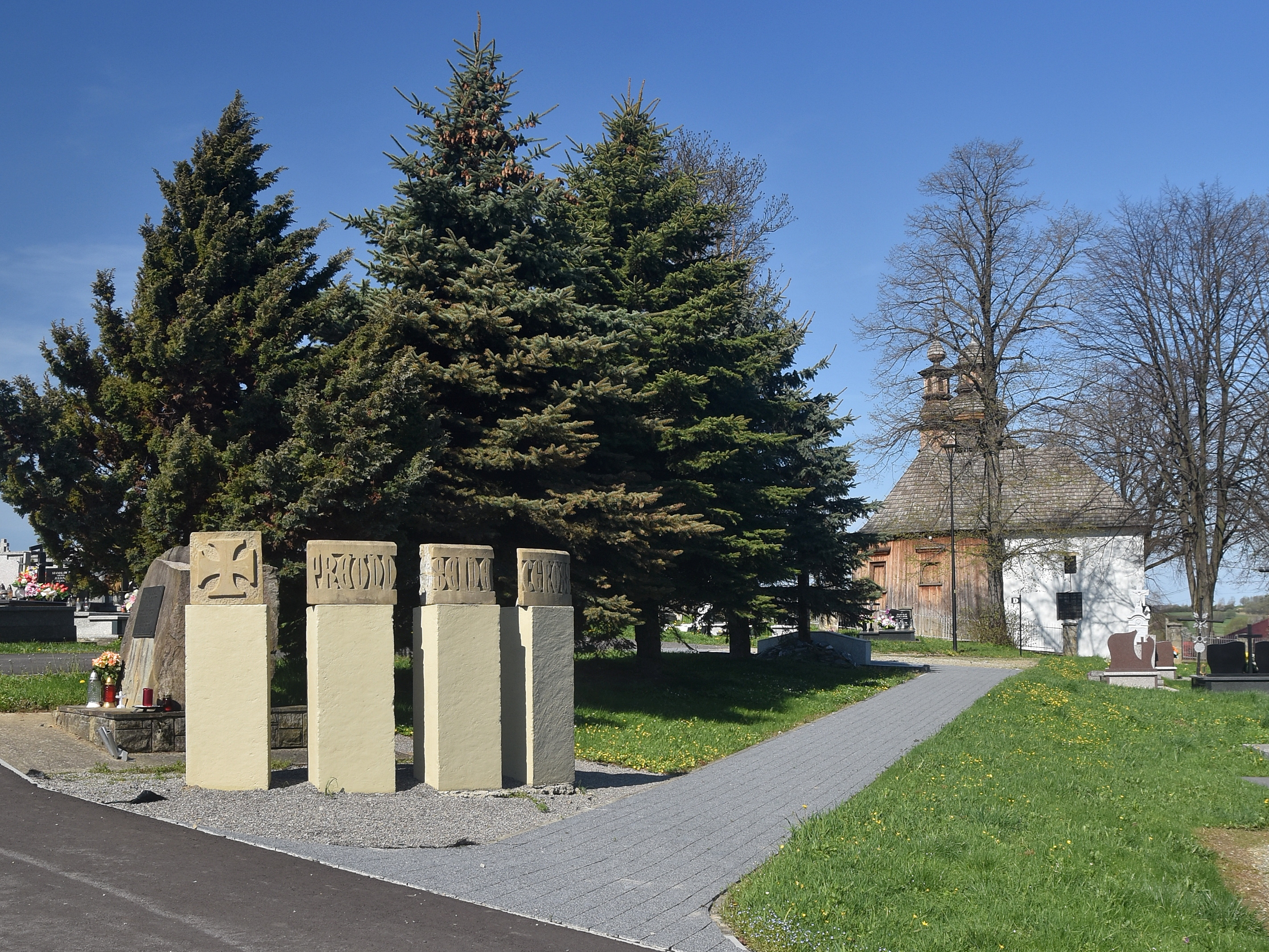
Widok ogólny
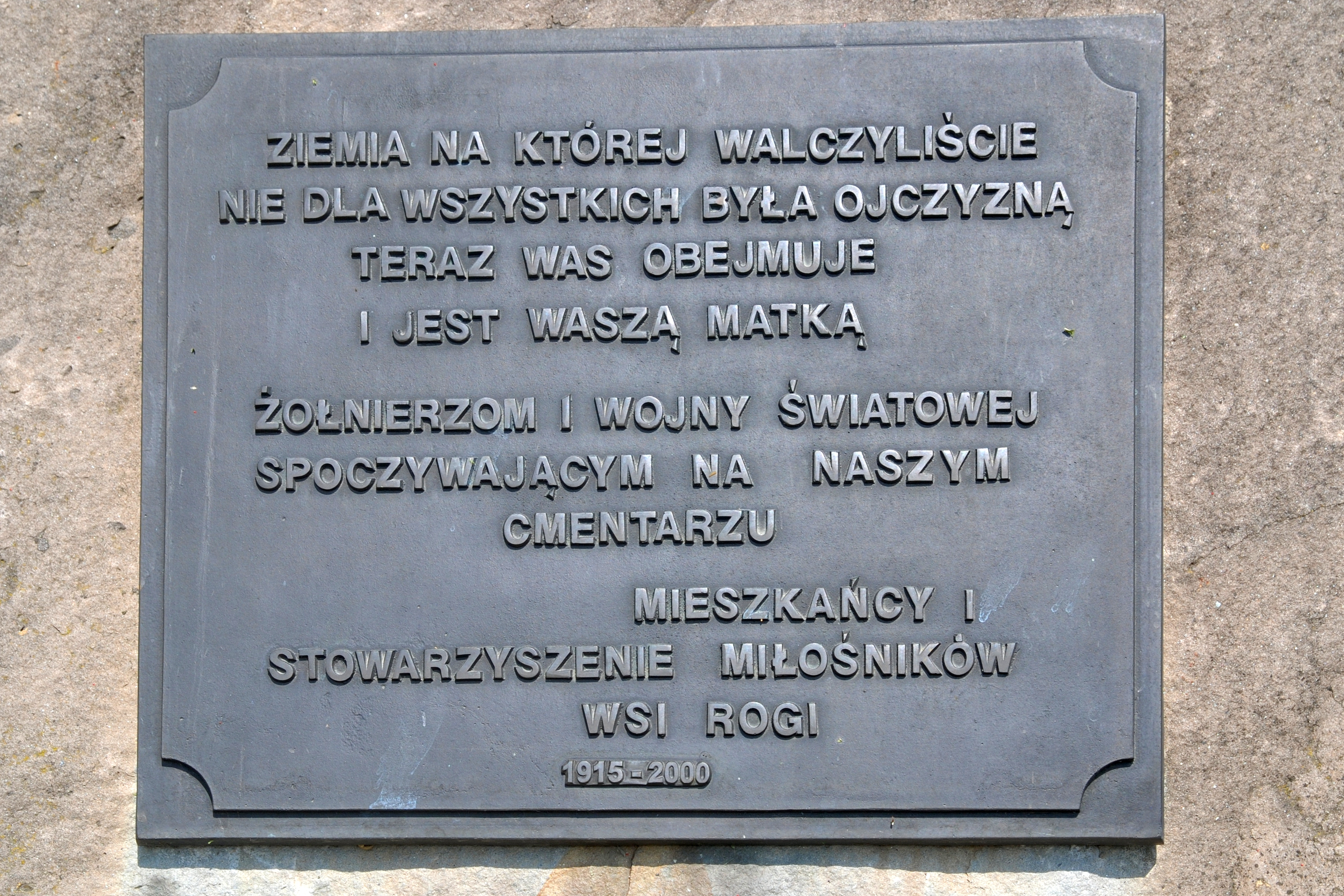
Tablica epitafijna
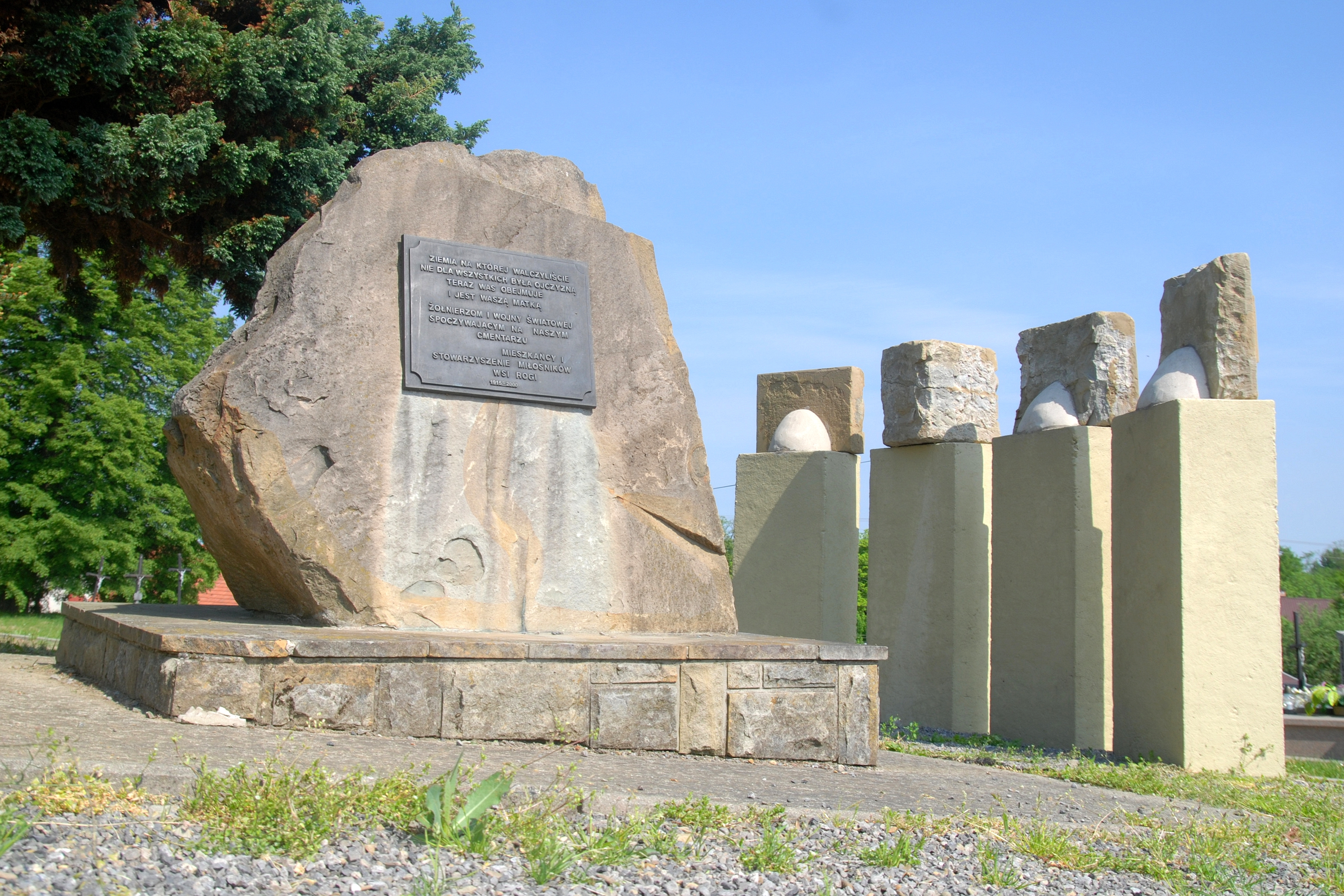
Pomnik główny